# کانال انتقال آب سدهای تنگ حنا
کانال انتقال آب سدهای تنگ حنا مربوط به دورهٔ هخامنشی است و در شهرستان خرم‌بید، بخش مشهد مرغاب، دهستان شهیدآباد، ۲ کیلومتری جنوب شرق روستای شهیدآباد واقع شده و این اثر در تاریخ ۱۸ شهریور ۱۳۸۷ با شمارهٔ ثبت ۲۳۲۱۳ به‌عنوان یکی از آثار ملی ایران به ثبت رسیده‌است.